# Without You (låt av Brandy Norwood)
"Without You" är en låt framförd av den amerikanska artisten Brandy Norwood, skriven av henne själv, Eric Bellinger, Courtney Harrell och Breyon Prescott. Musiken skapades av den brittiske kompositören Harmony Samuels och spelades in till Norwoods sjätte studioalbum Two Eleven (2012). "Without You" är en R&B-ballad där framföraren sjunger om sin rädsla att bli lämnad av sin partner. Norwood ville spela in låten då hon tyckte att dess budskap var universellt och hanterade känslor som alla någon gång känt. Låten var vid en tidpunkt tänkt att ges ut som den andra singeln från Two Eleven, men ersattes av Sean Garrett-kompositionen "Wildest Dreams".
Samuels hade dessförinnan skapat "Without You" till den amerikanska sångaren Alicia Keys och hennes album The Element of Freedom (2009), men låten inkluderades aldrig på skivan och förblev outgiven i flera år. Musikkritiker var övervägande positiva till stycket, där några jämförde den med Keyshia Coles "Enough of No Love" (2012) och Mary J. Bliges "No More Drama" (2001). Norwood framförde låten live vid den amerikanska prisceremonin BET Honors 2013. Uppträdandet, som beskrevs som "trollbindande" och "dramatiskt", uppskattades av recensenter och fick stående ovationer från publiken.

## Inspelning och komposition
"Without You" är en R&B-ballad som pågår i fyra minuter och tolv sekunder (4:12). Den skrevs och producerades av Harmony Samuels och hans produktionsteam "The Writing Camp", bestående av Eric Bellinger och Courtney Harrell. Kompositionen, som Samuels beskrev som "avskalad", innehåller piano och trummor. Den första versionen komponerades år 2009 i Miami, Florida. Den skapades då till den amerikanska sångaren Alicia Keys och hennes album The Element of Freedom (2009). Spåret inkluderades dock aldrig på skivan och Samuels hade den ofärdiga demoversionen i sin dator under tre år. I stället blev låten påtänkt för Norwood, som under samma tidsperiod började arbeta på sitt sjätte studioalbum. Det var dock inte förrän 2011 som arbetet intensifierades och en skiva färdigställdes. Norwood, som gjort sig känd för sin flerskiktade sång och utarbetade harmonier, tyckte om låtens enkelhet och ville behålla den i sin version. Med hjälp av Breyon Prescott skrev hon om en del av textverserna och stycket blev slutligen en av tre som Norwood hjälpte till att skriva till Two Eleven. I en intervju berättade Samuels: "Vi ville inte 'överproducera' eftersom låten var så meningsfull. Ibland kan budskapet skuggas av harmonier och för mycket teknologi. Brandy klev in i inspelningsstudion sjöng direkt från själen. Hon älskade verkligen låten".
"Den handlar om när man är kär i någon men man har sina brister och är rädd att bli lämnad på grund av dessa. Vi har alla känt så på grund av kärlek. Som att man inte kan leva utan denna person. Det är det närmsta vi kommer magi i detta liv och det är därför jag vill sjunga om det. Man kan höra smärtan i min röst på grund av vad jag gått igenom tidigare; jag vet hur man kanaliserar hjärtesorg."
Norwoods version av "Without You" spelades in vid London Bridge Studios i North Hollywood, Kalifornien med Carlos King som ljudtekniker. Den mixades av Jaycen Joshua vid Larrabee Sound Studios i North Hollywood.  I låttexten ber framföraren sin pojkvän om förlåtelse efter ett bråk. I en av verserna sjunger hon: "I never meant to put you down/You’re so much better than that". I refrängen konstaterar Norwood att hon "inte är något" utan honom med verser som: "Baby please, I gotta have you/ Without you it just ain't right/ Cause oh boy I'm nothing without you". I en intervju med radiovärden Angie Ange vid radiostationen 93.9 WKYS avslöjade Norwood att hon ville ge ut två singlar som uppföljare till huvudsingeln "Put It Down". Först "Without You", som skivans andra singel, medan skivbolaget ville ge ut låten som den tredje singeln, företrädd av Sean Garrett-produktionen "So Sick". Under förhandsspelningen av Two Eleven vid Germano Studios i Manhattan avslöjades att "Wildest Dreams" skulle ges ut som den andra singeln från skivan i stället. En tid senare bekräftade BET att "Without You" skulle ges ut som den tredje singeln från albumet, planer som slutligen blev inställda på grund av låg försäljning av Two Eleven.

## Mottagande

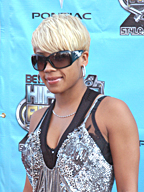
Musikstycket "Without You" jämfördes med Keyshia Coles "Enough of No Love".

Recensioner av musikkritiker var övervägande positiva vid utgivningen av låten. Andrew Hampp från Billboard jämförde "Without You" med Keyshia Coles R&B-hit "Enough of No Love" (2012) som också producerats av Samuels. I sin recension skrev han att "pianot påminner om Mary J. Bliges 'No More Drama'. 'Without You' låter som något man skulle höra på radion under 90-talet." Han konstaterade att "Brandys röst inte är i samma 'viktklass' som Bliges" men att hon ändå "levererar med självsäker och återhållsam sång som förtjänar att hyllas." Hampp skrev: "Om Keyshia Cole har byggt sin karriär på att vara den saknade länken mellan Brandy och Mary J. Blige, så är det här Brandys försök att återta detta territorium".
Toya från webbplatsen Toya'z World ansåg att låten stod ut från resten av materialet på Two Eleven. Hon skrev: "Brandy kan inte tänka sig ett liv utan den stora kärleken hon nästan förlorade på den här pianoballaden. Han backas upp av en stoltserande basgång och en mångfacetterad sång som är en av hennes mest övertygande hittills. En skribent vid The Lava Lizard ansåg att "Without You" var det mest intressanta spåret på skivan och fortsatte: "Låten har en medryckande melodi som skapades av Harmony Samuels. Dagtids-TV-fans borde känna igen den här. Det stämmer, även om det var oavsiktligt så påminner strukturen i 'Without You' om introt till The Young & the Restless." Tramon L. Lucas, en skribent vid The Spokesman, var inte lika imponerad till låten som han kritiserade för att vara för lik andra albumspår som "Slower" och "So Sick".

## Liveframträdanden
Den 12 januari 2013 meddelade The Examiner att Norwood skulle uppträda vid den amerikanska prisceremonin BET Honors, vars årliga syfte är att hedra framstående afroamerikanska idrottsmän, skådespelare och sångare. År 2013 hyllades Halle Berry, Lisa Leslie, Pastor T.D. Jakes och Chaka Khan. Norwood och andra sångare som Alicia Keys, Erykah Badu och Wayne Brady spelade in sina uppträdanden den 12 januari 2013 vid Warner Theater i Washington, D.C. Norwood framförde "Without You" barfota, iklädd en svart aftonklänning. Under mitten av numret klev dansaren Anthony Burrell upp på scenen och utförde koreografi som beskrevs som "dramatisk". Soul Bounce skrev: "Sångaren både såg och lät fantastisk. Hon framkallade känslor och dramatik på scenen där hon stod mestadels ensam omgiven av ett blått skimmer. När Anthony Burrell piruetterade in på scenen höjdes stämningen ytterligare." Recensenten avslutade med att skriva: "Medan paret beskrev en förälskelse som plågas av tidigare relationer var publiken trollbundna."
Jodi Jill från The Examiner noterade att uppträdandet inte innehöll något av Norwoods "sexiga dans" utan i stället en visuell handling som "fängslade" tittarna. Jill beskrev numret som "intimt" och "felfritt". Efter uppträdandet mottog sångaren en stående ovationer från publiken. Dessförinnan framfördes "Without You" under artistens marknadsföringskampanj. Däribland vid Howard Theater i Washington D.C. den 10 november 2012 och vid Paramount Theater i Oakland den 23 november 2012.

## Musikmedverkande
- Brandy Norwood – huvudsång, bakgrundssång, låtskrivare
- Jaycen Joshua – ljudmix
- Harmony Samuels (H-Money) – låtskrivare, producent
- Carlos King – ljudtekniker
- Trehy Harris – assisterande ljudtekniker
- Eric Bellinger – låtskrivare
- Breyon Prescott – A&R
- Courtney Harrell – låtskrivare